# Bardu
Bardu is een gemeente in de Noorse provincie Troms. De gemeente telde 3994 inwoners in januari 2017. Het administratief centrum is in Setermoen.
Bardu is de enige gemeente in Troms die nergens aan zee grenst en wordt daarom de 'binnenlandsgemeente' in Troms genoemd.

## Plaatsen in de gemeente
- Setermoen

Balsfjord · Bardu · Dyrøy · Gratangen · Harstad · Ibestad · Kåfjord · Karlsøy · Kvæfjord · Kvænangen · Lavangen · Lyngen · Målselv · Nordreisa · Salangen · Senja · Skjervøy · Sørreisa · Storfjord · Tjeldsund · Tromsø

Voormalige gemeentes: Berg · Lenvik · Skånland · Torsken · Tranøy